# Tricimba incisa
Tricimba incisa är en tvåvingeart som beskrevs av Cherian 1989. Tricimba incisa ingår i släktet Tricimba och familjen fritflugor. Inga underarter finns listade i Catalogue of Life.